# Israel Today
Israel Today is een Israëlisch persbureau en een vanuit Jeruzalem geredigeerd maandblad dat sinds februari 2007 ook een Nederlandstalige editie heeft. Het zegt nieuws uit Israël te brengen "vanuit een objectief en bijbels perspectief". Het blad zegt te geloven dat Jeruzalem het centrum van de wereldaandacht is en dat het bestaan van de Staat Israël voortvloeit uit "Gods plan voor deze tijd" en "een vervulling is van de profetieën". De Engelstalige website van Israel Today zegt dat het wordt geleid door Israëliërs die in "Yeshua" (Jezus) geloven.
Israel Today werd opgericht in 1978.
Het maandblad werkt met een team van plaatselijke journalisten die een combinatie van nieuws, interviews en achtergronden brengen van het dagelijkse leven in Israël; zowel in het tijdschrift als op het internet. Het verschijnt in vijf talen (Engels, Duits, Japans, Koreaans en Nederlands) en heeft abonnees in meer dan 80 landen. In december 2015 verscheen het 100ste nummer.